# 미아방지가방
미아방지가방은 아이가 멜 수 있는 가벼운 무게와 작은 사이즈를 갖춘 가방에 미아방지끈을 연결하여, 보호자가 아이와 항시 떨어지지 않도록 설계한 가방을 말한다.
미아방지가방의 사용을 두고 찬반논란이 존재한다. 가방과 연결된 미아방지끈으로 인해 아이의 인권이 침해될 수도 있다는 주장과 더불어 실제 아이를 잠시라도 잃어본 경험이 있는 사람들은 아이의 특정 시기까지 반드시 미아방지가방이 필요하다고 주장한다. 